# Arnefrit
Arnefrit, Arnefrid, Amefrit lub Amefrith (? - zm. ok. 666) – syn Lupusa, zgłosił pretensje do księstwa Friuli po śmierci ojca około 666.
Lupus został zabity przez Awarów, którzy zdobyli Cividale, główną siedzibę księstwa. Tak więc król Grimoald przybył do Friuli by usunąć Awarów i wyeliminować Arnefrita, który uciekł do Słowian. Powrócił jednak ze słowiańskimi sojusznikami, ale został pokonany przez Grimoalda i zmarł w zamku Nimis. Grimoald wyznaczył Wechtara na jego miejsce.